# 加法合成

加法合成（英语：Additive synthesis）是一种用叠加在一起的正弦波合成音色的声音合成方法。

从傅里叶分析的角度上来看，乐器的音色均可被分解为一系列和谐或不和谐的分音。加法合成利用了这一点，使用具有不同频率与振幅的正弦波重现这些分音。各分音的响度可以用开始-衰减-保持-释放（英语：ADSR）包络或低频振荡动态控制。
最直接的加法合成即将几个正弦波叠加在一起。也有采用预计算的波表或逆快速傅里叶变换的实现方式。

## 原理
在日常生活中听到的声音不是以单一频率为特征的。相反，它们由一系列频率与振幅不同的纯音（即分音）构成。无论原本的声音是否是钢琴声之类的乐音，只要将这些分音组合在一起，即可还原出原本的声音。这些分音的频率与振幅随时间的动态变化即所谓的音色。从整体声音信号提取出分音的特征的技术被称为傅里叶分析。傅里叶分析得出的数据叫做原始声音信号的傅里叶级数。
对单个音符来说，它含有的分音中最低的频率被称为基本频率。简单起见，即使常见乐器演奏出的单个音符中还包含许多其他频率，音符也往往被定义为其基频（例如“中央C是261.6赫兹”）。基频以外的频率叫做泛音或者谐波。换言之，基频定义音符的音调，而泛音定义音符的音色。人类之所以能区分钢琴和小提琴的声音，就是因为它们演奏出的同一音符的泛音不同。即使是同种乐器，不同的乐器个体间也会存在细微的音色差异。
加法合成旨在利用声音的这种特性来从头开始构造音色。只要将不同频率与振幅的纯音（即正弦波）加到一起，就可以精确地定义出想要创造出的声音的音色。

## 另请参阅
- 调频合成（英语：Frequency modulation synthesis）
- 减法合成
- 语音合成
- 泛音列